# Referéndum constitucional de Zimbabue de 2013
Se celebró un referéndum constitucional en Zimbabue los días 16 y 17 de marzo de 2013, después de ser pospuesto desde septiembre de 2011 y desde el 30 de junio de 2011. Finalmente, la nueva constitución fue aprobada por el 94,5% de los votantes.

## Antecedentes
El presidente Robert Mugabe dijo a las Naciones Unidas que el nuevo gobierno formado en febrero de 2009 "ha fomentado un ambiente de paz y estabilidad. Se han implementado varias reformas y el gobierno ha creado e instituido órganos constitucionales acordados en el Acuerdo Político Global". Como resultado, se puso en marcha un programa de divulgación constitucional; sobre cuya finalización se formularía un proyecto de constitución como precursor de un referéndum. Esperaba que a esto le siguiera una elección.

## Nueva constitución
La nueva constitución limitaría al presidente a dos mandatos de cinco años en el cargo, aunque no se aplicaría retrospectivamente y, por lo tanto, Mugabe no tenía restricciones para buscar la reelección. Abolió el cargo de Primer Ministro, y estableció una autoridad fiscal independiente, una comisión de paz y reconciliación y una comisión anticorrupción. También permitió la doble ciudadanía, pero evitó cualquier desafío legal al programa de reforma agraria.